# 咪唑啉啶
咪唑啉啶（Imidazolidine）又称四氢咪唑，是一种杂环化合物，化学式C3H8N2。咪唑（C3H4N2）部分加氢得咪唑啉（C3H6N2），继续加氢则得饱和杂环化合物咪唑啉啶。 

## 性质
未取代的咪唑啉啶不稳定，容易水解成二胺和醛 。
去除咪唑环上二号位的碳上的氢原子，可以得到二氢咪唑啉-2-亚基，这是一种早期表征的稳定卡宾。